# MDA-MB-231
MDA-MB-231-Zellen sind eine Modell-Zelllinie (Brustkrebs, Adenokarzinom), die in der biomedizinischen Forschung, u. a. in der Krebsforschung genutzt wird. Sie wurden aus einer 51-jährigen Patientin mit europäischen Vorfahren isoliert.
Die Zellen sind aneuploid. Die Chromosomen N8 und N15 fehlen. Sie exprimieren den Epidermalen Wachstumsfaktor (EGF) und den Transformierenden Wachstumsfaktor alpha (TGF alpha).
MDA-MB-231-Zellen wachsen fibroblastoid-gestreckt und sind hochinvasiv.

## Nachweise
1. ↑  https://www.lgcstandards-atcc.org/Products/All/CRM-HTB-26.aspx#generalinformation
2. ↑  Satya-Prakash KL, Pathak S, Hsu TC, Olivé M, Cailleau R. Cytogenetic analysis on eight human breast tumor cell lines: high frequencies of 1q, 11q and HeLa-like marker chromosomes. In: Cancer Genet Cytogenet. 1981;3: 61-73. PMID 7272986.
3. ↑  Brinkley BR, Beall PT, Wible LJ, Mace ML, Turner DS, Cailleau RM. Variations in cell form and cytoskeleton in human breast carcinoma cells in vitro. In: Cancer Res. 1980;40: 3118-3129. PMID 7000337.